# S tramovi podprto mesto
S tramovi podprto mesto je zgodovinsko-dokumentarna knjiga Janeza Kajzerja, ki vsebuje osemindvajset daljših in krajših sestavkov. Naslov knjige je povezan z Ljubljanskim potresom leta 1895, po katerem so bile številne mestne zgradbe podprte s tramovi, da se ne bi podrle. Iznajdljivi ljubljančani so sicer s tramovi podprli tudi številne manj prizadete zgradbe, plod tega dejanja pa je bila pridobitev dodatnih subvencijskih sredstev iz tedanje (Avstro-ogrske) državne blagajne.
Pisatelj je podatke črpal predvsem iz slovenskih dnevnikov, tednikov, mesečnikov in drugih periodičnih listov. Gradivo je dopolnil  z arhivskimi viri, z obstoječo literaturo in s pričevanji ljudi.
Knjiga je izšla leta 1983, marca leta 1995 pa je ob stoletnici Ljubljanskega potresa izšel še ponatis.

## Vsebina
Prva zgodba govori o pogumu naših prednikov, ki so se v času, ko je bila večina evropskih gora še neosvojenih, uspeli povzpeti na vrh Triglava. S tem dejanjem so prispevali k narodni samozavesti. Zadnja zgodba govori o prizadevanjih za največjo slovensko knjižnico – Narodno in univerzitetno knjižnico.
Med tema zgodbama so nanizane številne druge zgodbe in pripovedi. Nekatere govorijo o slovenskih spomenikih. Druge o tem kako smo Slovenci odkrivali in sprejemali nove tehnične izume: doživljanje gradnje prve železnice, prvi filmi, nastanek prvih avtomobilov, izum televizijskega sprejemnika itd. V eni izmed zgodb je opisan veliki požar, ki je uničil Nemško gledališče v Ljubljani (na lokaciji današnje Slovenske filharmonije) in tako omogočil razvoj slovenskega gledališča.
V knjigi je zbranih še veliko drugih zgodb, ki govorijo o najbolj mrzli zimi tisočletja, o polarnem siju, ki je prestrašil pol Slovenije, predvsem pa o rušilnem potresu, ki je leta 1895 prizadel Ljubljano. Opremljena je z zgodovinskimi fotografijami.